# Horst Barrelet

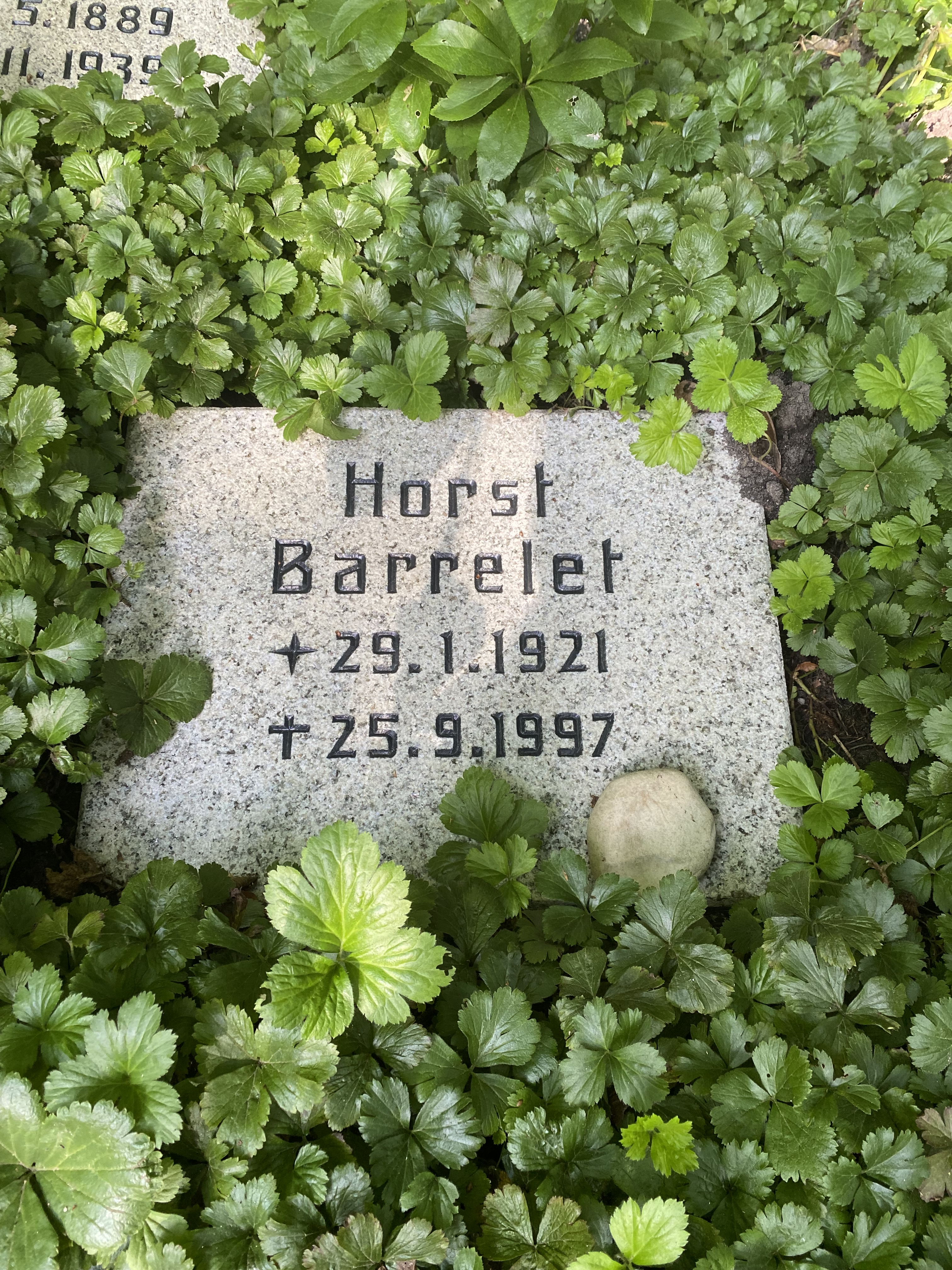
Grabstätte Horst Barrelet auf dem Friedhof Ohlsdorf

Horst Barrelet (* 29. Januar 1921 in Hamburg; † 25. September 1997 ebenda) war ein deutscher Rechtsanwalt und Fußballfunktionär.

## Leben
Horst Barrelet war der Sohn von Henry Barrelet (1889–1939) und dessen Frau Carlotta, geb. Rommele (1898–1959). Die Lehrerbildnerin und NS-Parteifunktionärin Sophie Barrelet war eine Tante von ihm.
Bereits Henry Barrelet war von 1919 bis 1921 sowie noch einmal 1928 Präsident des Hamburger SV sowie in den 1920er-Jahren Vorsitzender des Norddeutschen Fußball-Verbandes gewesen. Sein Sohn Horst studierte Jura und ließ sich als Rechtsanwalt nieder. 1950 schloss er an der Universität Hamburg eine Doktorarbeit zum Thema Das Rechtsinstitut der Probation des angelsächsischen Rechtes: ein Beitrag zu einer Reform des deutschen Erwachsenen- und Jugend-Strafrechts ab. Ab 1946 war er Jugendwart beim Hamburger SV und von 1954 bis 1968 Vizepräsident. Von Dezember 1968 bis November 1973 leitete er als Präsident die Geschicke des Vereins.
1962 wurde Barrelet Vorsitzender des Hamburger Fußball-Verbands, dem er bis 1991 als erster Vorsitzender vorstand. Ab 1977 war er Mitglied des Vorstands des Deutschen Fußball-Bunds.
Barrelet führte in seiner Amtszeit die Trikot- und Bandenwerbung ein und initiierte gemeinsam mit dem späteren Präsidenten Ernst Naumann einen „Talentschuppen“. Mit Gerhard Heid verpflichtete er einen Talentspäher, der zahlreiche erfolgreiche Spieler für den Verein gewinnen konnte, darunter Peter Hidien,  Manfred Kaltz, Rudi Kargus und Caspar Memering. In der Winterpause der Saison 1972/73 holte Barrelet Horst Heese zum HSV, ein Spieler, der maßgeblich zum Klassenerhalt in der laufenden Spielzeit beitragen sollte. Sportliche Erfolge unter Barrelets Ägide konnte der HSV mit dem Gewinn des Intertoto-Cups 1970 und dem Sieg im 1973 erstmals ausgetragenen DFB-Ligapokal verzeichnen.
Horst Barrelet, der eine Tochter und einen Sohn hatte, verstarb 76-jährig und wurde in der Familiengrabstätte auf dem Hamburger Friedhof Ohlsdorf im Planquadrat P 26 beigesetzt.